# Saleh Al-Saleh
Saleh Al-Saleh (ur. 3 stycznia 1966) – saudyjski piłkarz występujący podczas kariery na pozycji pomocnika.

## Kariera klubowa
Saleh Al-Saleh podczas kariery piłkarskiej występował w klubie An-Nassr.

## Kariera reprezentacyjna
Saleh Al-Saleh występował w reprezentacji Arabii Saudyjskiej w latach osiemdziesiątych i dziewięćdziesiątych.
W 1988 uczestniczył w Pucharze Azji, który Arabia Saudyjska wygrała. W Pucharze Azji wystąpił we wszystkich sześciu meczach z Syrią (bramka), Kuwejtem, Bahrajnem, Chinami, Iranem i w finale z Japonią. W 1989 uczestniczył w przegranych eliminacjach do Mistrzostw Świata 1990.
W 1995 uczestniczył w Pucharze Konfederacji. Na tym turnieju wystąpił w obu meczach z Danią i Meksykiem.
W 1985 uczestniczył w Mistrzostwach Świata U-20 w ZSRR.